# ريك فيتو
ريك فيتو (بالإنجليزية: Rick Vito)‏ هو مغن مؤلف وعازف قيثارة وموسيقي ومغني أمريكي، ولد في 13 أكتوبر 1949 في داربي في الولايات المتحدة.

## وصلات خارجية
- الموقع الرسمي
- ريك فيتو على موقع IMDb (الإنجليزية)
- ريك فيتو على موقع ميوزك برينز (الإنجليزية)
- ريك فيتو على موقع أول ميوزيك (الإنجليزية)
- ريك فيتو على موقع ديسكوغز (الإنجليزية)
- ريك فيتو على موقع قاعدة بيانات الفيلم (الإنجليزية)